# Інновекс
Інновекс або Innovecs — міжнародна компанія з розробки програмного забезпечення, заснована Алексом Луцьким у 2011 році. Штаб-квартира компанії знаходиться в Маямі, США, і налічує понад 800 співробітників. Спеціалізується на програмних рішеннях, зокрема  у галузях логістики, програмного забезпечення і високих технологій, та ігровому сегменті.
Представництво компанії є у США, Великій Британії, ЄС, Латинській Америці, Австралії, Ізраїлі та Україні. Центри НДДКР розташовані в Україні.

## Історія
Компанія Інновекс була заснована Алексом Луцьким у вересні 2011 року в Києві. З початку Innovecs зосереджувалась на створенні цифрових рішень на основі інноваційних технологій.
У 2015 році Інновекс запустила центр НДДКР з розробки рішень на основі блокчейн-технології в Києві. Центр був заснований за участі Bitcoin Foundation Ukraine.
За 2016—2019 роки Інновекс досягла 186 % приросту, обслуговуючи понад 100 клієнтів. Основна експертиза Innovecs — це розробка програмних рішень для B2B з акцентом на програмній інженерії.
2017—2020 роках Інновекс була включена у рейтинг Inc. 5000. Також, компанія включена до рейтингу IAOP 'The Global Outsourcing 100 — список найкращих світових аутсорсинг-компаній.
У грудні 2022 року Innovecs офіційно представив свій суббренд Innovecs Games, що надає послуги з розробки відеоігор в міжнародній галузі аутсорсингу.
У 2021 році компанія оголосила про свою підтримку Федерації Хокею України, зокрема у розробці та створенні цифрової платформи для Федерації. У 2023 році Innovecs офіційно став титульним партнером Федерації.
У березні 2021 року Innovecs отримав статус Amazon Web Services (AWS) Select Consulting Partner, який у 2024 році був піднятий до рівня Advanced Tier Partner.
У жовтні 2021 Innovecs офіційно став Платиновим партнером Міжнародної кваліфікаційної ради з тестування програмного забезпечення (ISTQB).
У 2022 році Innovecs розпочав діяльність в регіоні EMEA розширивши присутність в Польщі, Угорщині та Румунії. Компанія уклала партнерство з компаніями Nerd.Management, CraftHub та Асоціацією розробників програмного забезпечення Польщі (SoDA). Після початку повномасштабного вторгнення 24 лютого 2022 року компанія активно підтримувала Україну надаючи підтримку Медичному батальйону «Госпітальєри», Фонду «Лелека» та Збройним силам.
У грудні 2023 — січні 2024 року Innovecs оголосив про стратегічне партнерство з компаніями Davanti Warehousing та SAVOYE.

## Громадські ініціативи та проєкти
У серпні 2018 року Innovecs відкрився InnoHub, мультимедійне середовище площею 600 м² для освітніх заходів у бізнесі та технічній сфері.
У червні 2019 року Інновекс запускає InnoCamp, програму розвитку освіти для ІТ-фахівців, що базується на міжнародній діловій практиці. Експерти та керівники InnoCamp дотримуються методології EduScrum.
У 2020 році Інновекс створив фонд Innovecs COVID-19 на суму 1 500 000 (півтора мільйона) гривень. Основним пріоритетом фонду є допомога в боротьбі з коронавірусом в Україні.
Компанія сприяє проведенню благодійного вечора Hearts Charity Evening, української соціальної ініціативи, яка підтримує дітей із захворюваннями серця.
У червні 2022 року InnoCamp запустив інтерактивний гейміфікований курс — Чотири практичні області емоційного інтелекту, щоб ознайомитися з тим, як покращити 4 сфери емоційного інтелекту: самосвідомість, самоконтроль, соціальна свідомість і соціальне управління.

## Нагороди
- У 2015 та 2019 році Innovecs став переможцем премії HR Brand Award.[24][25]
- У 2017 році Clutch включив Innovecs до списку «Top App Developers and Web Developers»
- У 2017—2020 роках Innovecs потрапив до списку Inc. 5000 — американського рейтингу компаній із найвищими темпами зростання.[26]
- З 2017 по 2023 роки Інновекс було включено у Топ 100 міжнародних аутсорсингових компаній за даними IAOP Outsourcing Service Providers List.[27][28]
- У 2018 та 2019 році Innovecs потрапила в рейтинг Clutch Top B2B Companies.[29]
- У 2019 році проєкт Innovecs «Вектор інновацій» був визнаний одним із найкращих HR-проєктів в Україні.
- У 2019 році Інновекс займає гідну позицію у рейтингу DOU Топ 50 ІТ-Компаній.[30][31]
- У 2020 році Інновекс став кращою компанією в категорії «800-1500 фахівців» у рейтингу DOU Найкращі ІТ-роботодавці 2020.[32][33]
- Відповідно до медіа-опитування DOU у 2021 році, Innovecs увійшов до ТОП-5 технічних роботодавців в Україні у своїй категорії.[34]
- У жовтні 2022 року Innovecs став переможцем премії HR BRAND Ukraine Award 2022 у номінації «Культурний код компанії».
- У 2022 році Innovecs отримав нагороду «Branding Star 2022», від  Employer Branding Institute.[35]
- У 2023 Innovecs увійшла до «Global Top 100 Inspiring Workplaces» посівши 25 місце.[36]
- Золото на конкурсі Employer Brand Management Awards (EBMA) 2023 за найкращу ініціативу з підвищення добробуту працівників.
- Перемога номінації «Надихаючі робочі місця 2023» у регіоні EMEA.
- Нагорода 2023 Global Good Award.
- У 2023 році Innovecs увійшла до глобального рейтингу 100 надихаючих робочих місць (Global Top 100 Inspiring Workplaces).